# جين دودلي
جين دودلي (بالإنجليزية: Jane Dudley)‏ هي مصممة رقص أمريكية، ولدت في 3 أبريل 1912 في نيويورك في الولايات المتحدة، وتوفيت في 19 سبتمبر 2001 في لندن في المملكة المتحدة.